# Habenaria mesophylla
Habenaria mesophylla är en orkidéart som beskrevs av Friedrich Fritz Wilhelm Ludwig Kraenzlin. Habenaria mesophylla ingår i släktet Habenaria och familjen orkidéer.
Artens utbredningsområde är Northern Territory, Australien. Inga underarter finns listade i Catalogue of Life.